# Religion, Inc.
Religion, Inc. (Brasil: Dinheiro não É o Meu Negócio / Portugal: Os Dólares do Meu Amor) é um filme estadunidense, do gênero comédia lançado em 1989, dirigido por Daniel Adams. 
Foi lançado em 28 de fevereiro de 1995 com o título A Fool and His Money. Foi amplamente criticado.

## Sinopse
O filme conta a história de Morris Codman, um músico e, posteriormente, um publicitário fracassado que, após ter uma visão de Deus, resolve criar seu próprio negócio: uma religião baseada em preceitos politicamente incorretos. Codman se torna um empresário de sucesso, mas no fim acaba reconhecendo seus erros.

## Elenco
- Jonathan Penner	... 	Morris Codman
- Gerald Orange	... 	Ian Clarity
- Sandra Bullock	... 	Debby Cosgrove
- George Plimpton	... 	Deus